# Mistrzostwa Świata w Lekkoatletyce 1983 – rzut oszczepem kobiet

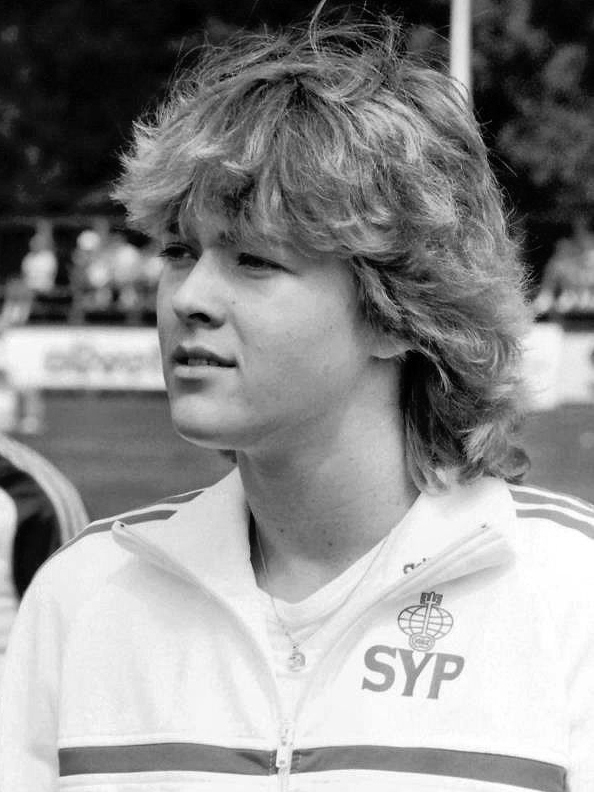
Mistrzyni świata Tiina Lillak

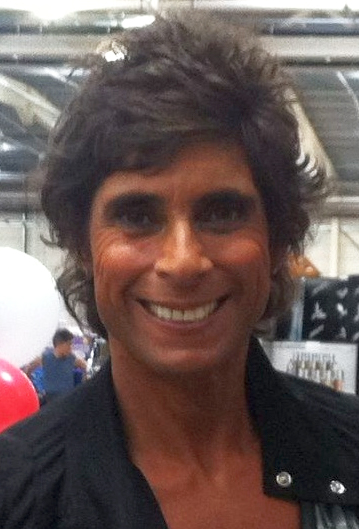
Wicemistrzyni świata Fatima Whitbread

Rzut oszczepem kobiet – jedna z konkurencji technicznych rozgrywanych podczas lekkoatletycznych mistrzostw świata w 1983 na Stadionie Olimpijskim w Helsinkach.

## Terminarz
| Data        |              |
| ----------- | ------------ |
| 12 sierpnia | Kwalifikacje |
| 13 sierpnia | Finał        |

## Rekordy
|               | Zawodniczka  | Wynik | Miejsce | Data                 |
| ------------- | ------------ | ----- | ------- | -------------------- |
| Rekord świata | Tiina Lillak | 74,76 | Tampere | 23 czerwca 1983(dts) |

## Wyniki

### Kwalifikacje
Zawodniczki startowały w dwóch grupach. Minimum kwalifikacyjne wynosiło 62,00 m. Do finału awansowały miotaczki, które uzyskały minimum (Q) lub 12 zawodniczek z najlepszymi wynikami (q).
| Pozycja | Grupa | Zawodniczka        | Państwo           | #1    | #2    | #3    | Wynik | Uwagi |
| ------- | ----- | ------------------ | ----------------- | ----- | ----- | ----- | ----- | ----- |
| 1       | B     | Tiina Lillak       | Finlandia         | 58,14 | 69,16 | –     | 69,16 | Q     |
| 2       | A     | Ana Weruli         | Grecja            | 68,50 | –     | –     | 68,50 | Q     |
| 3       | A     | Tessa Sanderson    | Wielka Brytania   | 64,80 | –     | –     | 64,80 | Q     |
| 4       | B     | Petra Felke        | NRD               | 60,08 | 57,80 | 64,46 | 64,46 | Q     |
| 5       | A     | Mayra Vila         | Kuba              | 53,44 | 60,46 | 62,78 | 62,78 | Q     |
| 6       | B     | Antje Kempe        | NRD               | 62,74 | –     | –     | 62,74 | Q     |
| 7       | A     | Tuula Laaksalo     | Finlandia         | 62,06 | –     | –     | 62,06 | Q     |
| 8       | B     | Éva Ráduly-Zörgő   | Rumunia           | 61,92 | 59,14 | 60,54 | 61,92 | q     |
| 9       | B     | Karin Smith        | Stany Zjednoczone | 61,48 | 58,90 | 58,92 | 61,48 | q     |
| 10      | B     | Beate Peters       | RFN               | 57,10 | 60,00 | 61,18 | 61,18 | q     |
| 11      | B     | María Colón        | Kuba              | 60,98 | x     | 55,08 | 60,98 | q     |
| 12      | B     | Fatima Whitbread   | Wielka Brytania   | x     | 57,14 | 60,96 | 60,96 | q     |
| 13      | A     | Karin Bergdahl     | Szwecja           | 60,64 | x     | 59,14 | 60,64 |       |
| 14      | A     | Ingrid Thyssen     | RFN               | 58,84 | 56,16 | 59,70 | 59,70 |       |
| 15      | B     | Fausta Quintavalla | Włochy            | 59,34 | 53,68 | 58,00 | 59,34 |       |
| 16      | A     | Elena Burgarová    | Czechosłowacja    | 57,30 | 58,48 | 56,40 | 58,48 |       |
| 17      | B     | Emi Matsui         | Japonia           | x     | 55,52 | 53,10 | 55,52 |       |
| 18      | A     | Monique Lapres     | Kanada            | 51,48 | 54,70 | 48,70 | 54,70 |       |
| 19      | A     | Xin Xiaoli         | Chiny             | 49,70 | 44,62 | 52,52 | 52,52 |       |
| 20      | B     | Mereoni Vibose     | Fidżi             | 49,00 | 48,48 | 49,44 | 49,44 |       |
| 21      | A     | Jennifer Pace      | Malta             | 40,72 | 41,96 | 41,52 | 41,96 |       |
| 22      | B     | Norsham Yoon       | Malezja           | 40,40 | x     | 37,00 | 40,40 |       |
| –       | A     | Sofia Sakorafa     | Grecja            |       |       |       | DNS   |       |

### Finał
| Poz. | Zawodniczka      | Państwo           | #1    | #2    | #3    | #4    | #5    | #6    | Wynik |
| ---- | ---------------- | ----------------- | ----- | ----- | ----- | ----- | ----- | ----- | ----- |
| 01 ! | Tiina Lillak     | Finlandia         | 67,34 | 59,04 | 63,24 | 63,56 | 67,46 | 70,82 | 70,82 |
| 02 ! | Fatima Whitbread | Wielka Brytania   | 69,14 | x     | 64,48 | x     | 61,78 | x     | 69,14 |
| 03 ! | Ana Weruli       | Grecja            | x     | 61,74 | 62,38 | 63,08 | 65,72 | x     | 65,72 |
| 4.   | Tessa Sanderson  | Wielka Brytania   | 64,76 | 63,66 | 63,94 | 64,10 | 64,00 | 59,74 | 64,76 |
| 5.   | Éva Ráduly-Zörgő | Rumunia           | 63,38 | 60,32 | 57,36 | 60,92 | 63,86 | 61,80 | 63,86 |
| 6.   | Tuula Laaksalo   | Finlandia         | 50,50 | 62,44 | x     | 56,52 | x     | 59,04 | 62,44 |
| 7.   | Beate Peters     | RFN               | 59,22 | x     | 62,42 | x     | 59,30 | x     | 62,42 |
| 8.   | María Colón      | Kuba              | 61,52 | 62,04 | 56,96 | 57,34 | 57,88 | 56,32 | 62,04 |
| 9.   | Petra Felke      | NRD               | x     | 61,82 | 62,02 |       |       |       | 62,02 |
| 10.  | Karin Smith      | Stany Zjednoczone | 56,76 | x     | 59,76 |       |       |       | 59,76 |
| 11.  | Antje Kempe      | NRD               | 58,82 | x     | 54,84 |       |       |       | 58,82 |
| 12.  | Mayra Vila       | Kuba              | 57,60 | 53,72 | 57,80 |       |       |       | 57,80 |